# Flugzeugentführung von Danzig

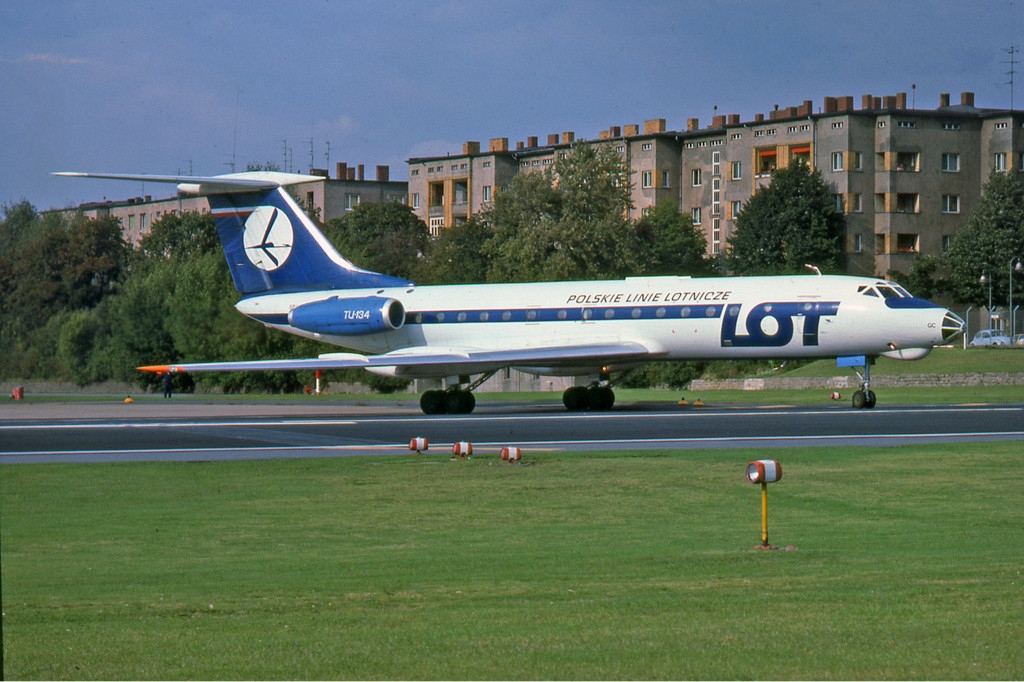
Die entführte Tu-134 am 30. August 1978 in Tempelhof

Am 30. August 1978 entführte der Kellner Hans Detlef Alexander Tiede in der Absicht, aus der DDR zu flüchten, ein Flugzeug der polnischen Fluggesellschaft LOT auf einem Linienflug von Danzig in Polen nach Berlin-Schönefeld in der DDR. Er zwang die Besatzung der Tupolew Tu-134 zur Landung in West-Berlin auf dem Flughafen Berlin-Tempelhof. Dabei wurde er von seiner Kollegin Ingrid Ruske unterstützt.

## Hintergrund
Ingrid Ruske hatte eine Beziehung mit dem Hamburger Horst Fischer. Fischer arbeitete im Auftrag einer Hamburger Firma in der DDR als Bauleiter beim Bau des Schlacht- und Verarbeitungskombinates (SVKE) in Eberswalde. Beide hatten sich im Ost-Berliner Café Moskau kennengelernt, in dem Ingrid Ruske als Kellnerin beschäftigt war. Da der Bauauftrag kurz vor dem Abschluss stand und die beiden sich eine gemeinsame Zukunft in der DDR nicht vorstellen konnten, entwickelte Fischer einen Plan. Er besorgte gefälschte Papiere für seine Ostberliner Freundin. Beide wollten getrennt mit der Bahn nach Danzig fahren, um von dort gemeinsam mit der Fähre nach Travemünde (Bundesrepublik Deutschland) auszureisen. Tiede, ein langjähriger Bekannter von Ruske, wollte sich der Flucht anschließen. Er hatte bereits zwanzigmal vergeblich einen Ausreiseantrag gestellt, um die DDR verlassen zu dürfen.

## Die Entführung
Der Plan mit den gefälschten Papieren scheiterte, weil Fischer, der die Papiere nach Danzig bringen sollte, vorher von Mitarbeitern des Ministeriums für Staatssicherheit (MfS) festgenommen worden war. Vier Tage warteten Ruske und Tiede vergeblich. Als Fischer dann noch immer nicht an den verabredeten Ort in Danzig kam, vermuteten die beiden (zu Recht, wie sich später herausstellte), dass ihre Pläne aufgedeckt worden waren und sie nun nicht mehr zurück konnten. Daraufhin änderten sie kurzfristig ihre Fluchtpläne. Sie kauften auf einem Flohmarkt eine Startpistole und buchten einen Flug vom Flughafen Danzig zum Flughafen Berlin-Schönefeld. Kurz vor der Landung nahm Tiede eine polnische Stewardess als Geisel und drohte, sie zu erschießen, falls das Flugzeug nicht in West-Berlin landen sollte. Der polnische Pilot landete daraufhin die Tupolew Tu-134 mit der Flugnummer LO 165 auf dem West-Berliner Flughafen Tempelhof. Tempelhof lag im amerikanischen Sektor von Berlin. Eine US-Sondereinheit empfing die entführte Maschine. Tiede verließ das Flugzeug mit erhobenen Armen und ließ sich ohne Widerstand festnehmen. Kurz darauf wurde auch Ingrid Ruske in amerikanischen Gewahrsam genommen.

## Die Prozesse
Einen Antrag der Volksrepublik Polen auf Auslieferung der Tatverdächtigen lehnte die amerikanische Besatzungsmacht ab. Um in West-Berlin einen Strafprozess gegen den Entführer zu ermöglichen, wurde erstmals in der Geschichte ein nicht-militärisches US-amerikanisches Gericht, der United States Court for Berlin, mit zwölf West-Berliner Geschworenen eingerichtet. Ende Mai 1979 verurteilte Richter Herbert J. Stern aus Newark Detlef Tiede zu neun Monaten Haft, die durch die Untersuchungshaft bereits verbüßt waren. Das Verfahren gegen Ingrid Ruske wurde eingestellt, da sie vor ihren Äußerungen zur Sache nicht ordnungsgemäß über ihre Rechte als Beschuldigte belehrt und ihr zwei Monate lang ein Rechtsanwalt vorenthalten worden war.
Horst Fischer wurde in der DDR wegen seiner Fluchthilfe nach § 105 („staatsfeindlicher Menschenhandel“) zu acht Jahren Freiheitsstrafe verurteilt und 1980 von der Bundesrepublik freigekauft.

## Sonstiges
Von den 62 Passagieren des Fluges waren 50 DDR-Bürger. Neben Ruske und Tiede blieben zwei Ehepaare, eines davon mit zwei Kindern, und eine weitere Person, im Westen. Die anderen wurden, nachdem sie von den Amerikanern verhört worden waren, mit einem Bus in die DDR gebracht. Eine junge Frau, die zunächst im Westen geblieben war, kehrte am nächsten Tag, dem 31. August, mit der Bahn in die DDR zurück.
Horst Fischer und Ingrid Ruske heirateten 1980 kurz nach Fischers Freilassung. Ruske sagte in einem Spiegel-Interview im Mai 2010: „Ich hatte keine Erwartungen an den Westen, und auch die wurden noch untertroffen.“ In Ost-Berlin habe sie glücklicher gelebt.
Flugzeugentführungen waren in der Volksrepublik Polen vor allem in den 1980er-Jahren eine relativ häufige Fluchtmethode. Bis 1987 wurden sechzehn Flugzeugentführungen von Polen nach West-Berlin registriert. Die meisten entführten Flugzeuge landeten in Tempelhof, was dem Kürzel der polnischen Fluggesellschaft LOT bald die Deutung „Landet oft in Tempelhof“ bzw. auf berlinerisch „Landet ooch in Tempelhof“ einbrachte.

## Romane, Filme und Hörspiele
Die Flugzeugentführung diente dem amerikanischen Richter Herbert J. Stern als Grundlage für einen Tatsachenroman, der wiederum Vorlage für den Film Ein Richter für Berlin wurde.
Ein weiterer Roman zu dem Thema wurde 2004 unter dem Titel Tupolew 134 von Antje Rávic Strubel veröffentlicht, dieser wurde außerdem vom Südwestrundfunk als Hörspiel inszeniert (Bearbeitung: Barbara Meerkötter / Erstsendung am 29. April 2007).
Am 27. August 2008 strahlte Deutschlandradio Kultur das Hörspiel Die Geschichte einer anständigen Bürgerin von Marianne Wendt und Christian Schiller aus.
Am 26. September 2010 zeigte RTL den Spielfilm Westflug – Entführung aus Liebe, der auf der Flugzeugentführung von Danzig beruht. Die Hauptrollen spielen Hendrik Duryn, Sophie von Kessel und Oliver Mommsen. Anschließend folgte eine 60-minütige Dokumentation unter dem Titel Flucht in die Freiheit.